# -SHOOT BOXING BATTLE SUMMIT- GROUND ZERO TOKYO 2017
-SHOOT BOXING BATTLE SUMMIT- GROUND ZERO TOKYO 2017（シュートボクシング バトルサミット グランドゼロトーキョー2017）は、シュートボクシングの大会の一つ。2017年11月22日、東京都文京区TDCホールで開催された。

## 試合結果

### オープニングマッチ
第1試合 43.0㎏契約　セミプロルール　2分×3R延長1R
◯  日本 女神 vs.  日本 松谷綺 ×
3R 終了 判定3-0（29－26、30－25、30－27）

### 本戦
第1試合 SB日本スーパーライト級王座決定トーナメント1回戦　エキスパートクラス特別ルール　3分3R延長無制限R　※ヒジあり
◯  日本 海人 vs.  日本 憂也 ×
3R 終了 判定3-0（30－28、30－27、30－27）
第2試合 SB日本スーパーライト級王座決定トーナメント1回戦　エキスパートクラス特別ルール　3分3R延長無制限R　※ヒジあり
◯  日本 健太 vs.  日本 高橋幸光 ×
4R 終了 判定3-0（三者とも10－9）
第3試合 58.0㎏契約　エキスパートクラス特別ルール　3分3R延長無制限R　※ヒジあり
◯  日本 深田一樹 vs.  日本 笠原弘希 ×
4R 終了 判定2-1（10－9、9－10、10－9）
第4試合 61.0㎏契約　エキスパートクラス特別ルール　3分3R延長無制限R　※ヒジあり
◯  日本 村田聖明 vs.  日本 渡辺理想 ×
2R 2分08秒　KO（右ストレート）
第5試合 SB日本女子ミニマム級（48.0kg）　エキスパートクラス特別ルール　3分3R延長無制限R　※ヒジあり
◯  日本 MIO vs.  タイ ペッディージャー・オーミークン ×
3R 終了 判定3-0（30－27、29－28、29－28）
第6試合 95.0㎏契約　エキスパートクラス特別ルール　3分3R延長無制限R　※ヒジあり
◯  日本 清水賢吾 vs.  日本 三浦広光 ×
2R 1分40秒 KO（左フック）
第7試合 SB日本スーパーライト級王座決定トーナメント決勝戦　エキスパートクラス特別ルール　3分3R延長無制限R　※ヒジあり
◯  日本 海人 vs.  日本 健太 ×
3R 終了 判定2-0（30-29.29-29.30-29）